# Ciuyah (Sajira)
Ciuyah is een bestuurslaag in het regentschap Lebak van de provincie Banten, Indonesië. Ciuyah telt 4778 inwoners (volkstelling 2010).